# Congregazione Mariana dell'Assunta e di San Luigi Gonzaga

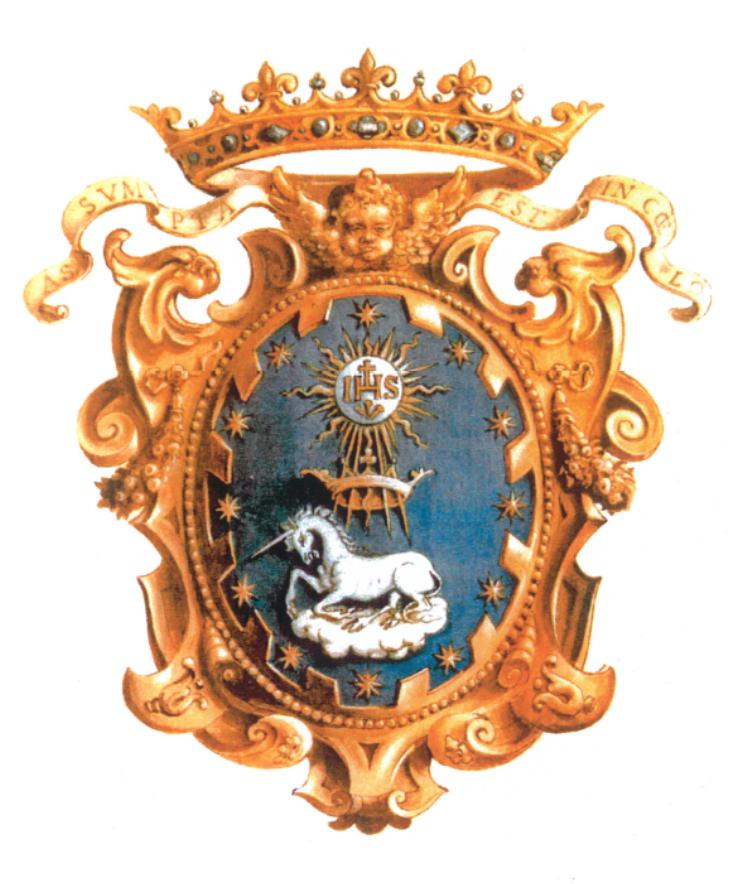
Stemma della Congregazione

La Congregazione Mariana dei Nobili sotto il titolo dell'Assunta e di San Luigi Gonzaga è una storica ed autorevole congregazione romana, sita presso la Chiesa del Gesù.
È uno dei più antichi sodalizi dell'Urbe.

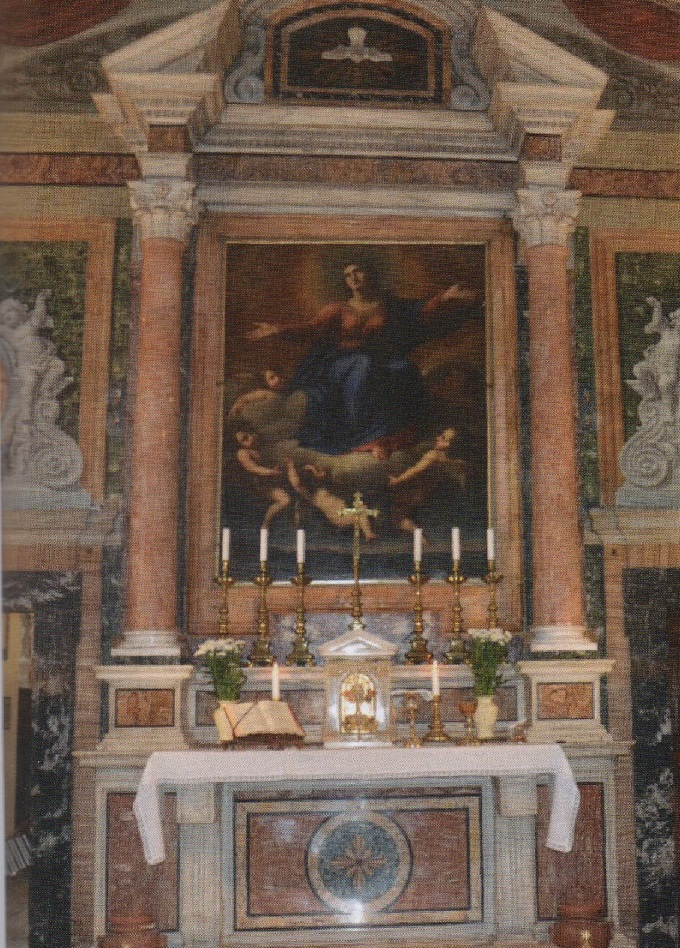
Altare della Cappella della Congregazione Mariana dell'Assunta di Roma

## Storia
La Compagnia di Gesù, fondata da Sant’Ignazio di Loyola nel 1540, fin dalla sua nascita caratterizzò il suo apostolato inserendosi nel contesto quotidiano delle classi sociali più colte; particolare espressione di tale apostolato furono quelle associazioni di laici denominate Congregazioni Mariane che avevano il preciso scopo di formare i loro congregati al culto delle virtù cristiane, sotto l’egida della Vergine, e di rendere centrali nelle loro vite i principi fondamentali della dottrina cattolica. 
Su ispirazione della Congregazione Prima Primaria, fondata nel 1564 dagli alunni del Collegio Romano, dopo pochi anni, per iniziativa di un gruppo di fedeli adulti, sorse un secondo sodalizio sotto il patrocinio della Vergine Assunta e avendo come secondo patrono San Luigi Gonzaga, il grande santo gesuita protettore dei giovani, che prese il nome di Congregazione Mariana dell’Assunta nella notte di Natale del 1593.
Fin dall’inizio delle sue attività, la sede della congregazione fu una piccola cappella adiacente alla Chiesa del Gesù, inglobata nella Casa Professa dei Gesuiti. Il primo Direttore Spirituale, il Padre Gregorio Mastrilli, compilò la prima edizione delle Regole della Congregazione le quali forniscono le norme organizzative del sodalizio, definiscono le varie pratiche devozionali e di pietà a cui i congregati devono adempiere nel corso dell’anno, indicano i principi basilari di condotta cristiana a cui ciascun congregato deve uniformarsi. In aggiunta alle pratiche devozionali e di culto, ai congregati era richiesto un impegno fattivo di assistenza sociale che non costituiva altro che l’applicazione delle opere di misericordia, come l’assistenza ai poveri, la visita ai carcerati e agli ammalati e, con particolare attenzione, la composizione delle liti che potevano sorgere nelle famiglie.
Per le sue molteplici attività caritative e devozionali, la Congregazione Mariana dell’Assunta attrasse fin dalla sua fondazione gli appartenenti alle più importanti famiglie della nobiltà storica (Aldobrandini, Altieri, Altemps, Barberini, Boncompagni, Borghese, Chigi, Colonna, del Drago, Doria-Pamphilj, Gonzaga, Massimo, Odescalchi, Orsini, Rospigliosi, Ruspoli, Sacchetti, Serlupi) che chiesero di essere ascritti ad essa facendola così comunemente conoscere come la Congregazione dei Nobili al Gesù. Nell’elenco storico dei congregati, il cui numero ha superato i tremila, si distinguono membri di case regnanti, ecclesiastici, diplomatici, scienziati, artisti, tra cui 9 santi, beati e servi di Dio, 18 sommi pontefici, 300 cardinali, Gran Maestri dell’Ordine di Malta (tra cui il Principe Fra Ludovico Chigi della Rovere Albani).
Nei quasi cinque secoli di vita, la Congregazione ha attraversato periodi storici molto difficili, in particolare negli anni 1773, 1798 e 1873, i cui eventi storici videro lo scioglimento della Compagnia di Gesù e la spoliazione dei suoi beni che, in alcune circostanze, furono affidati alla Congregazione.
L’oratorio della Congregazione è costituito dalla cappella, decorata con affreschi raffiguranti le virtù teologali, scene della vita della Vergine Maria e della sua Incoronazione. Sull’altare vi è una tela raffigurante l’Assunzione, ad opera di Maestro Giuseppe, del 1595; alla sinistra dell’altare si accede alla sagrestia, di fronte all’ingresso vi è la sala delle adunanze. Molti congregati hanno contribuito, fin dalla fondazione, a dotare a proprie spese l’oratorio di pregevoli opere d’arte, suppellettili e mobili che ne hanno arricchito il valore artistico.
Oggi la Congregazione dei Nobili al Gesù continua a perseguire le sue finalità istituzionali grazie al sempre vivo impegno dei suoi congregati nella partecipazione alle S. Messe e alle attività di culto programmate per tutto l’anno, compresi gli esercizi spirituali e un pellegrinaggio ad un santuario mariano, come anche nelle attività caritative condotte dalla Congregazione.

## Curiosità
In occasione della celebrazione del 200º anniversario della ricostituzione della Compagnia di Gesù, il 27 settembre 2014, il Papa Francesco, dopo la solenne celebrazione nella Chiesa del Gesù, si è soffermato in preghiera nella cappella della Congregazione dove nel 1814, come ricordato dalla lapide affissa alla parete di destra, il suo predecessore Pio VII emanò la bolla Sollecitudo omnium Ecclesiarum che ripristinò definitivamente l’Ordine di Sant’Ignazio.